# Maredudd ab Owain ab Edwin
Maredudd ap Owain ap Edwin (tué en 1072) prince de Deheubarth de 1063 à 1072.

## Origine
Maredudd ap Owain est le fils aîné d'Owain ap Edwin ap Einion ap Owain ap Hywel Dda Après le meurtre de son oncle Hywel ap Edwin en 1044 il est exilé avec ses frères par l'usurpateur Gruffydd ap Llywelyn.

## Règne
Mareddud est rétabli sur le trône de Deheubarth en 1063 après la mort de Gruffydd ap Llywelyn par le comte saxon de Wessex Harold vainqueur du roi gallois qui veut ainsi s'attacher sa fidélité. L'invasion de l’Angleterre par les Normands et la mort d'Harold II d'Angleterre modifient profondément la situation. Dès 1070 Les barons Anglo-normands  commencent à conquérir le Gwent sans qu'il réagisse. Il reçoit même quelques domaines en Angleterre en récompense de son inaction 
Les Gallois le considèrent rapidement comme un traitre et en 1072 Caradog ap Gruffyd roi de Gwent et de Morgannwg   appuyé par une troupe mercenaires normands l'attaque et le tue lors d'un combat près de la rivière Rhymni Le trône de Deheubarth revient alors à son frère cadet Rhys ap Owain

## Sources
- (en)  Mike Ashley The Mammoth Book of British Kings & Queens Robinson (Londres 1998)   (ISBN 1841190969) « Maredudd ab Owain ab Edwin » p. 336-337.
- (en) John Edward Lloyd, A history of Wales from the earliest times to the Edwardian conquest (1911) (Longmans, Green & Co.)